# Antoledzie (osada leśna)
Antoledzie (lit. Antaliedė) – dawna osada leśna na Litwie, w okręgu wileńskim, w rejonie święciańskim, w gminie Kołtyniany.

## Historia
W czasach zaborów osada w gminie Łyngmiany, w powiecie święciańskim, w guberni wileńskiej Imperium Rosyjskiego. W 1905 roku liczyła 14 mieszkańców, 25 dziesięcin.
W dwudziestoleciu międzywojennym osada leżała w Polsce, w województwie wileńskim, w powiecie święciańskim, w gminie Kołtyniany.
W 1931 w 3 domach zamieszkiwało 12 osób.
Od 1945 roku w Litewskiej Socjalistycznej Republice Radzieckiej.